# 富士宮市立人穴小学校
富士宮市立人穴小学校（ふじのみやしりつ ひとあなしょうがっこう）は、静岡県富士宮市にある公立小学校。
2026年度（令和8年度）から、富士宮市全域からの就学が可能な小規模特認校となる。

## 沿革
- 1874年（明治7年）6月　岡連洞と称す（猪之頭村、遠照寺）[3]
- 1948年（昭和23年）4月　上井出村立上井出小学校人穴分校と称す
- 1964年（昭和39年）4月　上井出小学校より独立、富士宮市立人穴小学校と改名
- 1971年（昭和46年）3月　校歌を制定（作詞 井出八郎先生、作曲 木本勉先生）
- 1971年（昭和46年）12月　運動場の岩盤を除去、相撲場が完成
- 1974年（昭和49年）3月　独立10周年記念行事を挙行
- 1978年（昭和53年）3月　屋内運動場新築工事が完了
- 1984年（昭和59年）3月　鉄筋コンクリート2階建ての校舎が竣工（802㎡）
- 1988年（昭和63年）3月　プール、図書室を新設
- 1994年（平成6年）3月　アニマルランド完成（6年生・保護者応援）
- 1994年（平成6年）3月　特別教室（音楽室・図工室）竣工・祝賀式
- 2006年（平成18年）3月　体育館耐震工事完了
- 2007年（平成19年）4月　学校栽培園整備（PTA）
- 2009年（平成21年）3月　看板「富士宮市立人穴小学校」立て替え（PTA）
- 2011年（平成23年）9月　運動場と多目的広場にプレハブ設置（PTA）
- 2011年（平成23年）10月　体育館修繕・塗装
- 2013年（平成25年）10月　独立50周年記念式典・祝賀会挙行
- 2017年（平成29年）2月　遊具「雲梯」設置

## 児童数
17名（2024年度現在）

## 通学区域
人穴区

## 進学先中学校
- 富士宮市立西富士中学校

## 周辺
- 盲導犬の里　富士ハーネス（日本盲導犬総合センター）
 - 南へ約800m
- 富士ミルクランド - 南へ約1.3km
- まかいの牧場 - 南へ約3km
- 富士宮市立西富士中学校 - 南へ約3.7km
- 人穴富士講遺石群（富士山の構成資産の一部として世界文化遺産に登録されている。）- 北へ約1.3km